# Nistelrode
Nistelrode (In de volksmond: Nisseroi) is een dorp in de gemeente Bernheze in de Nederlandse provincie Noord-Brabant. Het dorp is gelegen in de Peelrand. In 1994 werden de gemeenten Heeswijk-Dinther, Heesch en Nistelrode samengevoegd tot de gemeente Bernheze.

## Toponymie
In 1291 werd Nistelrode voor het eerst vernoemd, en wel vernoemd als Nysterle. De uitgang le komt van loo dat bos betekent. De oorsprong van nister is minder duidelijk. Het kan om nittel gaan, ofwel brandnetel, dan wel om nester, dat westen zou betekenen.
De naam Nistelrode kwam in de 15e eeuw in zwang. Rode komt van rooien, ofwel ontginnen van een bos.

## Geschiedenis

### Romeinse Tijd
Dat het grondgebied van Nistelrode al lang bewoond was, bewijst de opgraving in maart 2004. Toen werd een belangrijke verzameling van dertig bronzen voorwerpen opgegraven, het grootste bronsdepot uit de Romeinse tijd dat in Nederland is aangetroffen. Bij de Zwarte Molen, aan de zuidrand van Nistelrode, werden in 2017 de sporen van 45 huizen blootgelegd. Twaalf huizen stammen volgens de archeologen van voor het begin van de jaartelling.

### Hertogdom Brabant
Tussen 1200 en 1237 werd Nistelrode voor het eerste vermeld in documenten die de goederen en rechten van de Abdij van Berne beschreven. In 1291 is er het eerste schriftelijke bewijs dat er in Nistelrode een parochie bestond. De eerste Sint-Lambertuskerk bevond zich in de buurtschap Kleinwijk
Nistelrode maakte sinds de late 13e eeuw deel uit van het Hertogdom Brabant als onderdeel van de Meierij van 's-Hertogenbosch en bleef ressorteren onder het kwartier Maasland. In 1296 gaf Hertog Jan II van Brabant de gemeenterechten uit aan de inwoners van Nistelrode, inhoudende het recht tot het gebruik van de woeste gronden, de gemeijnte. Vanaf 1392 is het zeker dat in Nistelrode een schepenbank bestond.

### Staats-Brabant
In 1648 werd Nistelrode onderdeel van de Republiek der Zeven Verenigde Nederlanden aangezien de Meierij van 's-Hertogenbosch en al haar toebehoren werden toegewezen aan de Staten. Nistelrode had onder de Staats-Brabantse functie van militaire buffer voor het gewest Holland weinig tot geen mogelijkheden om tot economische groei te komen.

### Franse Tijd en Koninkrijk der Nederlanden
Pas in 1795, toen de Fransen opnieuw binnenvielen, kreeg Nistelrode haar vrijheden terug en werd volwaardig onderdeel van het Koninkrijk der Nederlanden. Korte tijd later werd het een zelfstandige gemeente.

## Kerkelijke geschiedenis
Vermoedelijk is de kerstening van de omgeving door de Heilige Willibrordus verricht. In de buurt van Oss zou toen reeds een christengemeenschap hebben bestaan.
De eerste kerk van Nistelrode is gebouwd omstreeks 1290 in de buurtschap Kleinwijk. Deze Romaanse kerk was reeds aan de heilige Lambertus gewijd. Het patronaatsrecht behoorde toe aan het Kapittel van het Heilig Kruis in Luik, maar verviel sedert 8 januari 1426 aan de Duitse Orde te Gemert.
In 1430 begon men met de bouw van een aan Sint-Antonius gewijde kapel aan Het Laar, op de plaats waar de huidige Sint-Lambertuskerk staat. Ze werd gebouwd tijdens een pestepidemie.
In 1648 kwamen de katholieke kerken en kapellen in handen van de protestanten. De uitoefening van de katholieke godsdienst werd in de Meierij van 's-Hertogenbosch verboden. De Nistelrodense bevolking kerkte daarop met inwoners van Heeswijk en Dinther vanaf 1650 in een grenskerk te Bedaf, direct over de landsgrens met Uden. Uden behoorde immers niet tot Brabant, maar tot het Duitse Land van Ravenstein. Die kerk werd tot aan de Franse inval van 1672 gebruikt door de parochianen. Na de inval der Fransen in 1672 werd het de katholieken toegestaan een schuurkerk te bouwen ter hoogte van het gehucht Wijen, die zich niet ver van de huidige standerdmolen bevond. Deze was in gebruik tot 1799.
In dit jaar kregen de katholieken hun kerk op Kleinwijk weer terug. Ze was in gebruik tot 1842. Toen kwam de huidige waterstaatskerk gereed en werd de oude kerk gesloopt. De toren bleef bestaan, doch deze werd in 1889 door de bliksem getroffen en in 1891 alsnog afgebroken.
De Antoniuskapel op Het Laar heeft nog dienstgedaan als school en raadhuis, maar werd in 1840 eveneens afgebroken. Naast de Lambertuskerk staat een Heilig Hartbeeld.

## Dorpsontwikkeling
Nistelrode was een plaats die het nooit tot vrijheid heeft gebracht, maar wel was het altijd een tamelijk groot dorp. Begin 19e eeuw omschrijft de koster Adriaan Brock uit Sint-Oedenrode op zijn tocht door de Meierij het dorp Nistelrode als volgt:
’Is een zeer groot dorp, liggende rondom in eene groote en woeste heide. De huizen liggen er zeer verspreid zoo dat dit dorp niet schoon is.’
In de 18e eeuw was de linnenweverij in Nistelrode, naast de landbouw, van groot belang. In 1798 telde men 200 thuiswevers. Met de opkomst van de fabrieken, einde 19e eeuw, verdween deze nijverheid.
In 1858 kwam de eerste verharde weg gereed die liep van Uden over Nistelrode naar Heesch.
Van 1885-1939 liep de stoomtram Veghel-Nistelrode-Oss door de plaats. Er stond hier een pomphuisje om water voor de stoomketel te verversen. Het café Het Tramstation herinnert hier nog aan.
Het bevolkingsaantal ontwikkelde zich van 1.533 in 1813 naar 2.300 omstreeks 1850. In 1900 waren het er slechts 2.174. Na de Tweede Wereldoorlog nam de bevolking weer toe: 3.772 in 1950, 5.585 in 1970, en 7.136 in 1994, bij de opheffing van de gemeente.

## Bezienswaardigheden
- Standerdmolen Windlust.
- Voormalig Raadhuis, uit 1938
- Raadhuisplein, een driehoekig dorpsplein met Raadhuis en pomp.
- Café Tramstation, waar Piet Mondriaan in 1904 regelmatig verbleef en door de omgang met de plaatselijke boeren, weer met zichzelf in het reine kwam.
- Sint-Lambertuskerk, een neoclassicistische waterstaatskerk, gebouwd 1841-1842. In 1921 werd ze met enkele aanbouwen uitgebreid, maar deze zijn bij de restauratie van 1975 weer verwijderd. In het kerkgebouw is een fraai geschilderd kunstwerk (1992) geschilderd door de Bossche kunstenaar Hendrik de Laat.
- Bij de kerk het priestergraf van bouwpastoor Joannes Prinsen (Waalre, 1801 - Nistelrode, 11 december 1863), een gietijzeren kruisbeeld dat in 1991 gerestaureerd en daarna herplaatst is.
- Heilig Hartbeeld, 5 mei 1922.
- Kortgevelboerderij, Weijen 8.
- Afscheidsteen geplaatst bij de opheffing gemeente Nistelrode (1994). (Naast voormalige raadhuis). Ontwerp André Henderson, tekst Mia Rijkers-van den Elzen.
- Zevengesternte "PLEIADEN". Herinnerings steengroep aan Zeven Eeuwen Nistelrode (1991) in het Zeven Eeuwen park. Ontwerp: André Henderson.
- Bronzen beeldje: Ons Durske (ons meisje)
- Bronzen beeldje: Wever, van Jean en Marianne Bremers, 1986.
- Bronzen beeld " Boer met melkbussen." Fecit A. Grassens uit Gemert 1987, tekst Mia Rijkers-van den Elzen.
- Bronzen beeld " Zevende boerin" Fecit A. Grassens uit Gemert 1988, tekst Mia Rijkers-van den Elzen
- Bronzen beeld: Kleermaker, 24 mei 1990.

## Foto's

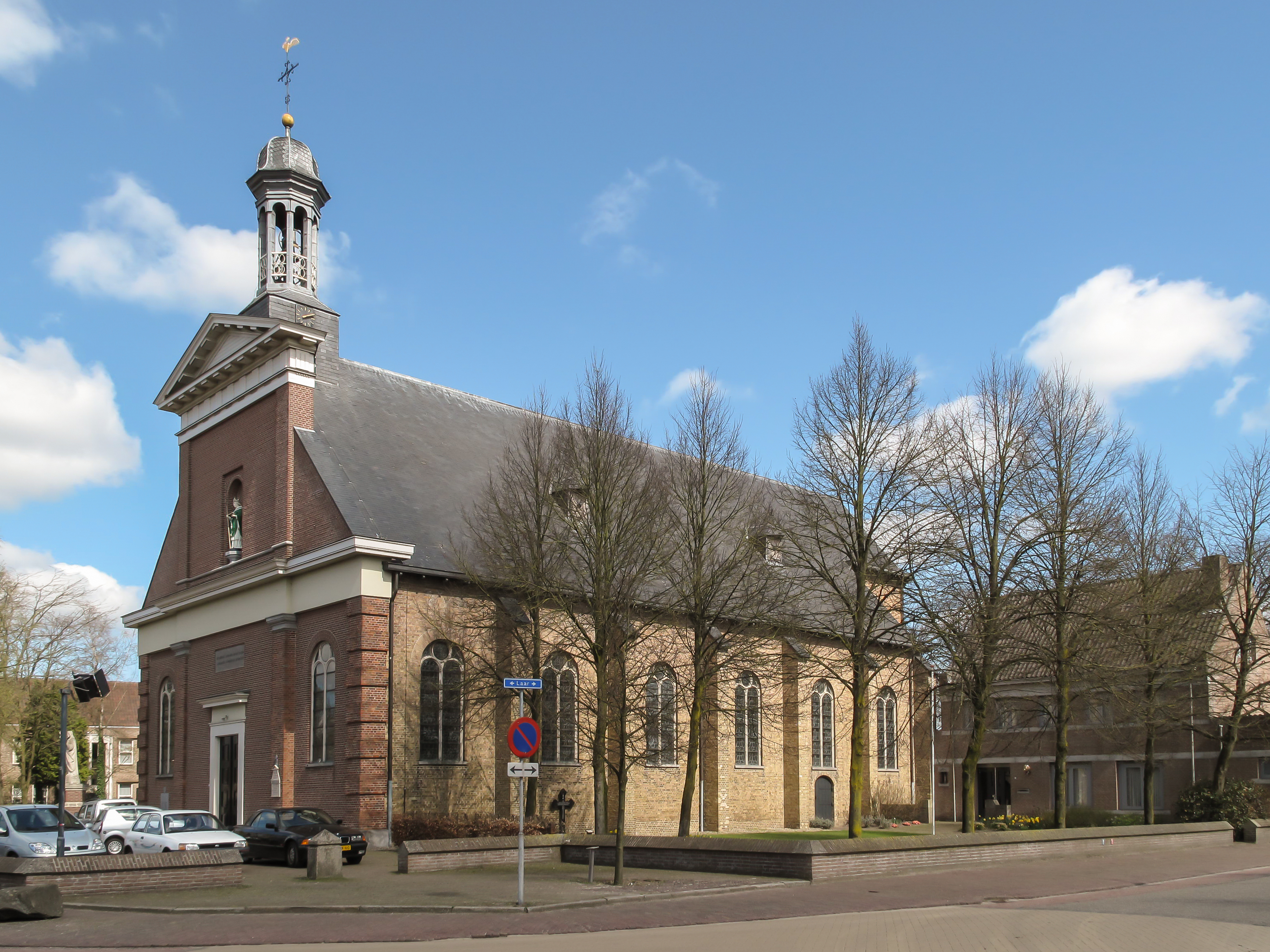
Sint-Lambertuskerk
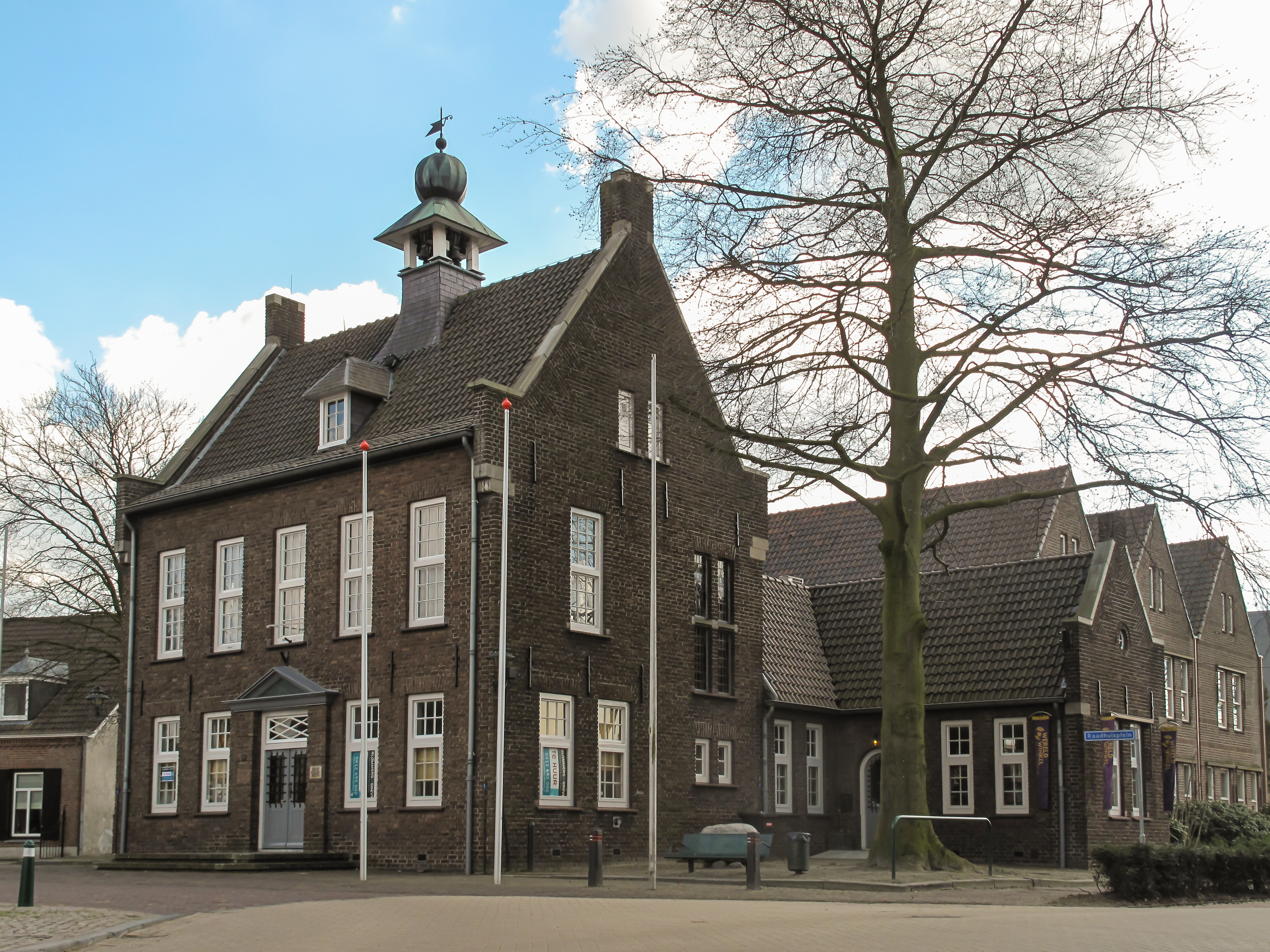
monumentaal pand

## Natuur en landschap
Ten oosten van Nistelrode strekt het Landschapspark Maashorst zich uit. Nistelrode vormt er in feite de toegangspoort toe. In de buurtschap Slabroek bevindt zich namelijk het bezoekerscentrum en van daar uit starten ook tal van wandelroutes.
Vanuit de hooggelegen Maashorst stromen een aantal beekjes naar het westen, waarvan de Kleine Wetering en de Kleinwijkse Loop de belangrijkste zijn. Deze komen uit in de Grote Wetering.
Ten zuiden van Nistelrode stromen de Menselse Loop en de Venloop eveneens in westelijke richting. Ook hier liggen enige natuurgebieden. Voor het overige zijn er uitgestrekte landbouwontginningen.

## Molukse gemeenschap
In Nistelrode was vanaf 1958 een huisvestingskamp voor Molukkers gevestigd ten noorden van de dorpskern, langs wat nu de Slotenseweg heet. De Molukkers trokken in de barakken van wat oorspronkelijk een werkkamp was van de NAD, de Nederlandse Arbeidsdienst. Sindsdien kent Nistelrode een Molukse gemeenschap. De Molukkers in Nistelrode ware afkomstig van de Kei-eilanden en Tanimbar en zijn, in tegenstelling tot Molukkers van andere origine doorgaans katholiek omdat hun eilanden destijds door Portugese paters waren gekerstend en niet door protestantse zendelingen.
Omdat de landelijke overheid in de jaren 60 het bestaan van aparte woongemeenschappen niet meer wenselijk vond, werd het woonoord in 1966 gesloten. De Molukkers moesten verhuizen naar elders in Nistelrode of Heesch en kwamen in Nistelrode vooral terecht in de wijken Van ’t Rijk en de van Binsbergenstraat. Het woonoord raakte daarna in onbruik -werd vermoedelijk gesloopt- en de laatste (archeologische) resten zijn verdwenen bij de aanleg van een golfterrein op deze locatie. Op 13 april 1982 begonnen de Molukse inwoners van Nistelrode een eigen voetbalvereniging: FC Ewab.

## Buurtschappen bij Nistelrode
Rond Nistelrode liggen de volgende buurtschappen:
- Donzel
- Menzel
- Kantje
- Loo
- Slabroek
- Bus
- Maxend

## Geboren in Nistelrode
- Theo the King (1944-2008), zanger
- Ad de Laat (1947-1995), zanger
- Mari van de Ven (1959), visagist en haarstylist
- Gerson Oratmangoen (1983), acteur van Molukse afkomst

## Nabijgelegen kernen
Vorstenbosch, Uden, Heesch, Loosbroek, Schaijk